# إيمراه إرين
إيمراه إرين (بالتركية: Emrah Eren)‏ (13 نوفمبر 1978 بإسطنبول في تركيا - ) هو لاعب كرة قدم تركي في مركز الظهير. شارك مع منتخب تركيا تحت 17 سنة لكرة القدم ومنتخب تركيا تحت 21 سنة لكرة القدم. أما مع النوادي، فقد لعب مع أضنة سبور وإسطنبول سبور وتشايكور ريزه سبور ودنيزلي سبور وغازي عنتاب سبور وغلطة سراي وغيرسون سبور وقونيا سبور ونادي بلدية آكهيسار سبور ونادي طرابزون سبور وKartal S.K. ‏ وملطية سبور ونادي غلطة سراي ‏ وكوجالي سبور.

## وصلات خارجية
- إيمراه إرين على موقع اتحاد تركيا (لاعب) (الإنجليزية)
- إيمراه إرين على موقع قاعدة بيانات كرة القدم.إي يو (الإنجليزية)
- إيمراه إرين على موقع Soccerway.com (الإنجليزية)
- إيمراه إرين على موقع عالم كرة القدم.نت (الإنجليزية)
- إيمراه إرين على موقع AS.com (الإسبانية)